# Миронюк Андрій Миколайович
Андрі́й Микола́йович Миронюк (12 липня 1975, м. Умань Черкаської області — 20 січня 2015, м. Донецьк) — український письменник, інженер-конструктор, воїн, учасник російсько-української війни.

## Життєпис
Останні 12 років свого життя мешкав у Маріуполі Донецької області, працював на металургійному заводі, жив на одній вулиці із загиблим бійцем 131-го ОРБ Андрієм Назаренком.
Воював за територіальну цілісність Грузії, пройшов Абхазію, Осетію, Молдову і першу Чеченську війну.
Під час російського-української війни був командиром взводу окремої розвідувальної роти 81-ї окремої аеромобільної бригади ЗСУ.

### Загибель
Загинув 20 січня 2015 під час боїв за Донецького аеропорту. В умовах щільного туману та за відсутності зв'язку — «глушили» терористи — десантники на БТР-ах помилково заїхали в ангар, у якому перебували вороги. Під час бою БТР, у якому «Сет» здійснював штурм з іншими військовиками, врізався в будівельні конструкції аеропорту та вибухнув. Тоді ж загинули солдати Анатолій Доценко, Іван Євдокименко, Сергій Зулінський, В'ячеслав Мельник, Леонід Шевчук.

## Творчість
- Стежками Едельвейса — роман, виходив друком під назвою «kavkaz.ua» у 2004 році у видавництві Зелений пес[3].
- Скіф — роман, виходив у часописі «Роман Газета» № 3 (7) у 2003 році.
- Локальний конфлікт — роман, виходив друком у часописі «Роман Газета» № 1 (13) у 2005 році.
- Наш Кавказ — збірка видавництва Пропала грамота, що включає романи «Стежками Едельвейса», «Скіф» та «Аскер», який раніше не друкувався.

Твори, що не видавались — «Фантазія», «Сталь та кружева»

## Вшанування пам'яті
- На честь Андрія Миронюка названо один з провулків Умані[5].

- Посмертно нагороджений орденом «За мужність» ІІІ ступеня.[6] Нагороду отримав батько — Микола Миронюк.[7]

- Вшановується в меморіальному комплексі «Зала пам'яті», в щоденному ранковому церемоніалі 20 січня[8][9].